# Вегман, Ита
Ита Вегман (22 февраля 1876 в Караванг, принадлежит сегодня провинции Западная Ява, Индонезия — 4 марта 1943, Арлесхайм, Швейцария) — доктор медицины, известна как соучредитель антропософской медицины совместно с Рудольфом Штайнером.
В 1921 году она основала первую антропософскую медицинскую клинику в Арлесхайме, теперь известную как Клиника Иты Вегман. Она так же разработала специальную форму массажа, так называемый ритмический массаж, и другие лечебные процедуры.

## Биография
Родилась как Мария Ита Вегман в 1876 году в Индонезии, первым ребёнком в голландской колониальной семье.
На рубеже веков она вернулась в Европу (которую посещала и ранее) и начала изучать лечебную гимнастику и массаж. В 1902 году, в возрасте 26 лет, она впервые встретила Рудольфа Штайнера. Пять лет спустя она поступила в медицинскую школу в Университете Цюриха, где женщинам уже было позволено изучать медицину, получила диплом врача в 1911 году по специальности акушер и присоединилась к существующей медицинской практике.
В 1917 году она открыла независимую практику, и совместно с Рудольфом Штайнером практиковала лечение рака, используя экстракт омелы. Первое средство, которое она назвала Iscar, позже было переименовано в Iscador, получило одобрение при лечении рака в Германии, ряде других стран, и проходит клинические испытания в США. До 1919 года Ита Вегман вела практику совместно с двумя другими врачами-женщинами. В 1920 году она приобрела землю в Arlesheim, где открыла собственную клинику, и в следующем году клинико-терапевтический институт (Klinisch-Therapeutisches Institut). К ней присоединился ряд других врачей, и в течение ближайших лет (до 1960-х годов) институт постоянно развивался в качестве единственного центра по антропософской медицине. В 1922 году, так же в Arlesheim, она основала терапевтический дом для умственно отсталых детей, Haus Sonnenhof. Он стал основой фармацевтической лаборатории Веледа, которая с тех пор выросла в значительного производителя лекарственных средств и изделий медицинского назначения. В следующем, 1923 году, Рудольф Штайнер пригласил Иту Вегман войти в Исполнительный совет недавно реформированного антропософского общества в Гетеануме в Dornach (Швейцария). Ита Вегман возглавила медицинское отделение научно-исследовательского центра Гетеанума.
Совместно, Штайнер и Вегман, написали последнюю книгу Штайнера «Становление практической медицины» (более ранние издания были опубликованы как «Основные принципы терапии»), которая дала теоретическое обоснование новой медицине, которую они развивали. Книга частично написана в то время, когда Вегман ухаживала за Штайнером, который был уже неизлечимо болен. В 1924 году Вегман основала новый медицинский журнал Natura. В 1936 году клиника открыла второй дом в Ascona, Швейцария. Вскоре после этого, сложности в отношениях между Вегман и остальными членами Исполнительного совета усилились, и Иту Вегман попросили покинуть Совет, кроме того, она и её многочисленные сторонники были исключены из Антропософского общества. Однако работа в медицинском направлении процветала, Вегман много путешествовала и поддерживала быстро растущее направление новой медицины. В то время она была особенно активна в Голландии и Англии.
Ита Вегман умерла в Arlesheim в 1943 году, в возрасте 67 лет.